# Iwan Gromow
Iwan Gromow (ur. 13 marca 1956) – radziecki lekkoatleta, który specjalizował się w rzucie oszczepem.
W 1975 roku został mistrzem Europy juniorów. 
Rekord życiowy: 83,56 (18 czerwca 1977, Helsinki).

## Osiągnięcia
| Rok  | Impreza                     | Miejsce | Pozycja    | Wynik |
| ---- | --------------------------- | ------- | ---------- | ----- |
| 1975 | Mistrzostwa Europy juniorów | Ateny   | 1. miejsce | 77,92 |